# Puan (araignée)
Pour les articles homonymes, voir Puan.
Genre
Puan est un genre d'araignées aranéomorphes de la famille des Oonopidae.

## Distribution
Les espèces de ce genre sont endémiques d'Argentine.

## Liste des espèces
Selon World Spider Catalog (version 15.0, 2014) :
- Puan chechehet Izquierdo, 2012
- Puan nair Izquierdo, 2012

## Publication originale
- Izquierdo, Ferretti & Pompozzi, 2012 : On Puan, a new genus of goblin spiders from Argentina (Araneae, Dysderoidea, Oonopidae). American Museum Novitates, no 3757, p. 1-22 (texte intégral).